# Tristán González
Tristán González (ur. ? – zm. ?) – argentyński piłkarz, grający podczas kariery na pozycji napastnika.

## Kariera klubowa
Tristán González podczas piłkarskiej kariery występował w klubie CA Estudiantes.

## Kariera reprezentacyjna
Jedyny raz w reprezentacji Argentyny González wystąpił 15 sierpnia 1906 w wygranym 2-0 meczu z Urugwajem, którego stawką była Copa Lipton. W 85 min. ustalił wynik meczu.